# Fever Fever
Fever Fever (Fever*Fever) è il quarto disco della band giapponese Puffy AmiYumi, pubblicato nel 1999. Come in Solo Solo, Anche in Fever Fever alcune canzoni sono cantate dalla sola Ami ("Always Dreamin' About You") e dalla sola Yumi ("Nannari to Naru Deshou (Anything Can Become a Habit)"). Il disco fu pubblicato anche in versione vinile.

## Tracce
1. "Stray Cats Fever"
2. "For Our Dreams (夢のために Yume no Tame ni)"
3. "Sunday Girls (日曜日の娘 Nichiyoubi no Musume)"
4. "Anything Can Become A Habit (なんなりとなるでしょう Nannarito Narudeshou)"
5. "Pure Tears Are Not Enough (きれいな涙が足りないよ Kireina Namidaga Tarinaiyo)"
6. "The Sun (太陽 Taiyo)"
7. "Robot Prototype Version 0.2 (ロボット プロトタイプヴァージョン)"
8. "Puffy de Rumba (パフィー de ルンバ)"
9. "The Lines of Passion, Shapes of Love (恋のライン愛のシェイプ Koi no Line Ai no Shape)"
10. "Always Dreamin' About You"
11. "Summer Vacation Prototype (夏休みプロトタイプ Natsuyasumi Prototype)}"
12. "It Works (はたらくよ Hatarakuyo)"
13. "Puffy de Bossa (パフィー de ボッサ)"
14. "Tararan (たららん)"
15. "Who Does It? (誰がそれを Darega Soreo)"